# 格式塔学派
格式塔学派是心理学重要流派之一，兴起于20世纪初的德国，又稱為完形心理學。由马科斯·韦特墨（1880－1943）、沃尔夫冈·苛勒（1887－1967）和科特·考夫卡（1886－1941）三位德国心理学家在研究似动现象的基础上创立。格式塔是德文Gestalt的译音，意即「模式、形状、形式」等，意思是指“动態的整体（dynamic wholes）”。
格式塔学派主张人脑的运作原理属于整体论，「整體不同於其部件的總和」。例如，我們對一朵花的感知，並非純粹單單從對花的形狀、顏色、大小等感官資訊而來，還包括我們對花過去的經驗和印象，加起來才是我們對一朵花的感知。

## 代表人物
马科斯·韦特墨（1880－1943）、沃尔夫冈·苛勒（1887－1967）、科特·考夫卡（1886－1941）和库尔特·勒温（1890年9月9日－1947年2月12日）。

## 起源
20世纪早期理论家，如考夫卡、韦特墨和苛勒（卡尔·斯图姆夫的学生）。

## 理论框架和方法论
有以下理论原则：
- 心理功能完整性原则

人脑的运作原理是整体
- 心理物理学同型性原则（Principle of psychophysical isomorphism）

科勒认为，知觉经验和大脑活动之间有确定的联系，从他进行的phil实验中可以验证这一点

方法论原则：
- 现象实验分析
- 生命实验 - 格式塔学派

## 特征
格式塔体系的关键特征是整体性、具体化、组织性和恒常性。

### 整体性
整体性（emergence）的论据可见于“狗图片”的知觉，图片表现一条大麥町在树荫下的地面上嗅。对狗的认知并不是首先确定它的各部分（脚、耳朵、鼻子、尾巴等等），并从这些组成部分来推断这是一条狗，而是立刻就将狗作为一个整体来认知。

### 具体化

具体化

具体化（Reification）是知觉的“建设性”的或“生成性的”方面，这种知觉经验，比起其所基于的感觉刺激，包括了更多外在的空间信息。例如，图形A可以被知觉为三角形，尽管在事实上并未画三角形。图形C可以被视为三维球体，事实上也没有画三维球体。

### 组织性

組織性

「組織性」（Multistability或「組織性知覺」multistable perception）是趨勢模糊知覺經驗，不穩定地在兩個或兩個以上不同解釋之間往返。例如左圖所示「內克爾立方體」和「魯賓圖/花瓶幻覺」。

### 恒常性
恒常性（Invariance）

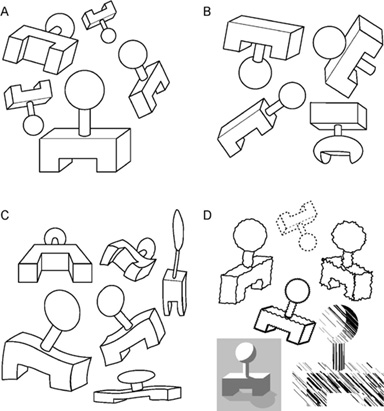
恒常性

知覺認可的簡單幾何組件，形成獨立的旋轉，平移、大小以及其他一些變化（如彈性變形，不同的燈光和不同的組件功能）。例如圖例'A'在圖中都立即確認為相同的基本形式，立即有別於'B'的形式。在彈性變形的'C'，描繪時使用不同的圖形元素，如'D'類。
產生「具體化」、「多重穩定性」、「不變性」和「不可分模塊單獨進行建模」，它們是不同方面的統一機制。

## 簡明法則
格式塔学派最基本的规则是簡明法則（Gesetz der Prägnanz）。格式塔心理學家試圖發現簡明法則(Gesetz der Prägnanz)的改進，這涉及寫下一些分類更詳細的法則，以使我們能夠預測對感覺的解釋。各種法則被稱為 "律"、"定律"、"原則"、或 "法則"，具體取決於它們出現的原始論文以及後人的語言翻譯。例如：

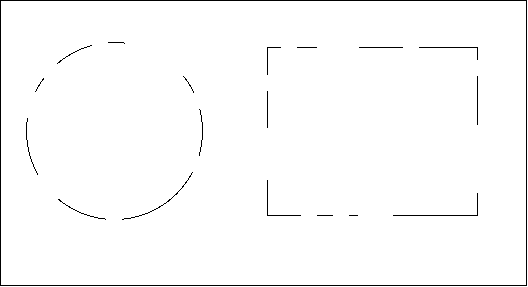
閉合法則

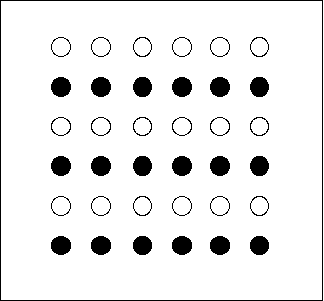
相似法則

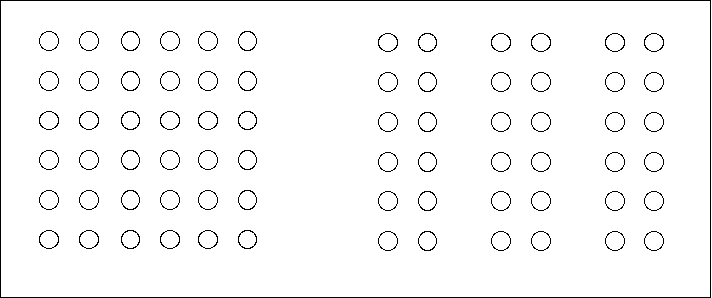
接近法則

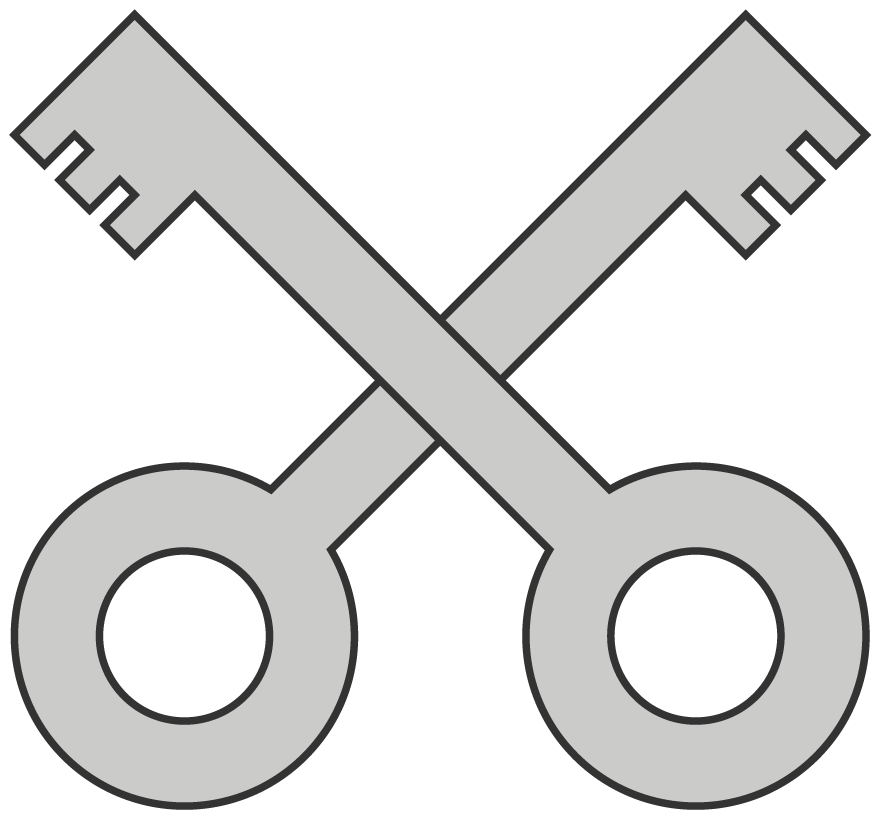
連續法則

1. 閉合法則（Gesetz der Geschlossenheit）
2. 相似法則（Gesetz der Ähnlichkeit）
3. 接近法則（Gesetz der Nähe）
4. 連續法則（Gesetz der Kontinuität）